# Castellane (rivière)
Pour les articles homonymes, voir Castellane (homonymie).
La Castellane est une rivière française des Pyrénées-Orientales, dans la région Occitanie et un affluent gauche du fleuve la Têt.

## Toponymie
La rivière tient son nom de la localité de Catllar, où elle conflue dans la Têt.
Les formes anciennes du nom étant suivies du suffixe -anum, cela laisse supposer un toponyme issu du nom du possesseur du lieu. Deux hypothèses sont alors possibles.
- Une première, peu probable, renvoie à un nom de personne d'époque romaine, Castelius, lui-même issu du latin castellum désignant un château. Ce nom, répandu dans le sud de la France a donné de nombreux Castella et Castellane. Mais Castelius est un nom rare dans les pays catalans à l'époque romaine, et de plus rien dans les vestiges archéologiques ne donne d'indices sur la présence d'un domaine d'époque romaine en ce lieu[4].
- Une deuxième, plus plausible, identifie une villa à l'époque médiévale ayant pris le nom de son possesseur, Castellanus, issu de Castellu et désignant un châtelain. Ce nom est courant dans la région au IXe siècle, puisque c'est aussi le nom du fondateur de l'abbaye Sainte-Marie d'Arles-sur-Tech, à proximité, et qu'il existe une autre Villa Castellani, au Xe siècle dans le massif des Albères[4].

Une étymologie erronée a rattaché le nom de la localité au latin castellare (château), terme pourtant absent de tous les documents anciens concernant le nom de cette localité. Cette erreur, apparue dès le XIIIe siècle, est à l'origine de la graphie reprise par l'administration française au XVIIe siècle puis officiellement adoptée au XIXe siècle, Catllar, et encore en usage à ce jour. Toutefois, cela n'a pas d'incidence au niveau de la prononciation car, le r final ne se prononçant pas en catalan, les formes Catllà et Catllar sont homophones,.

## Géographie

### Géographie physique

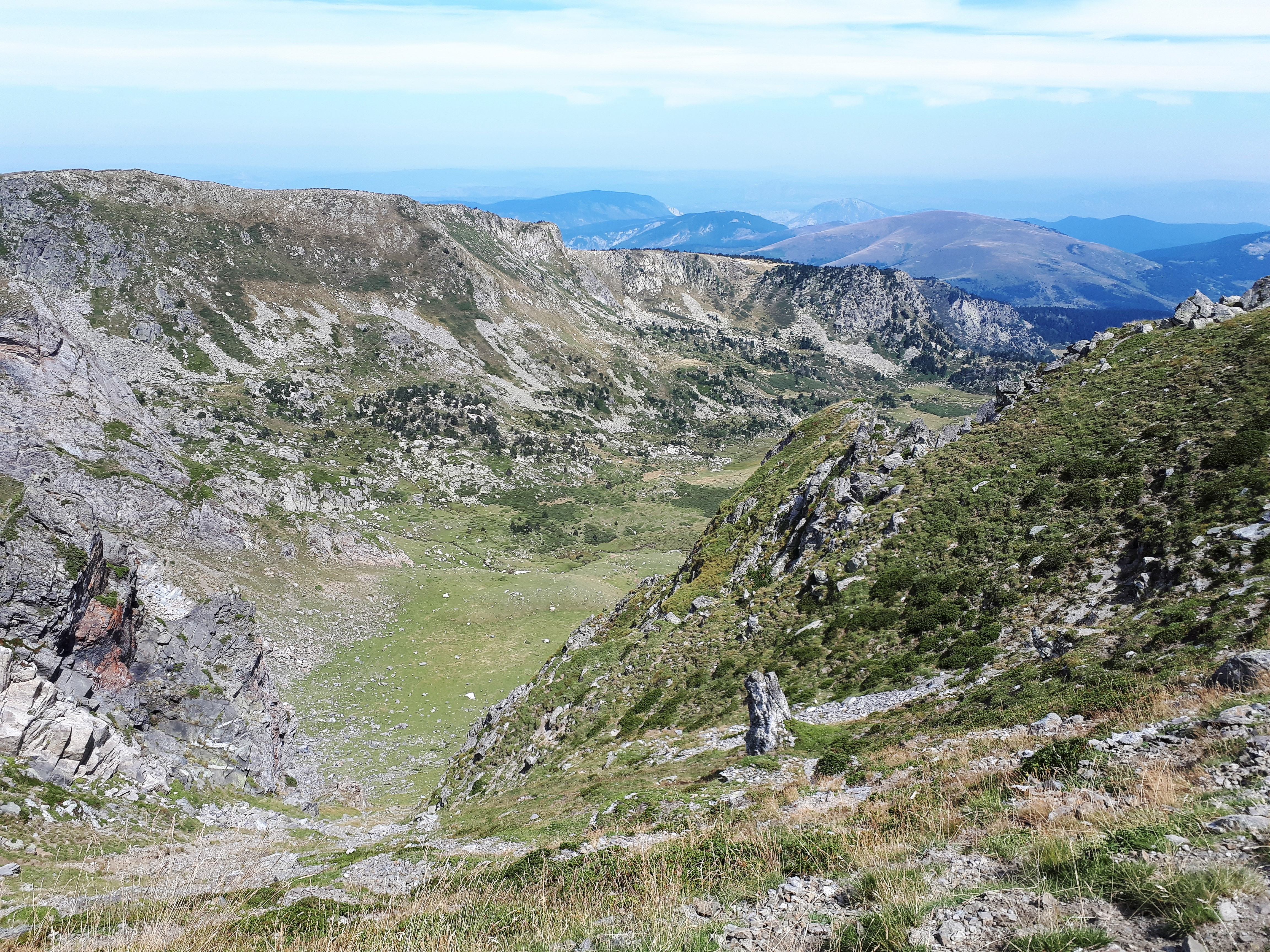
Source et vallée de la Castellane sous le pic de Madrès.

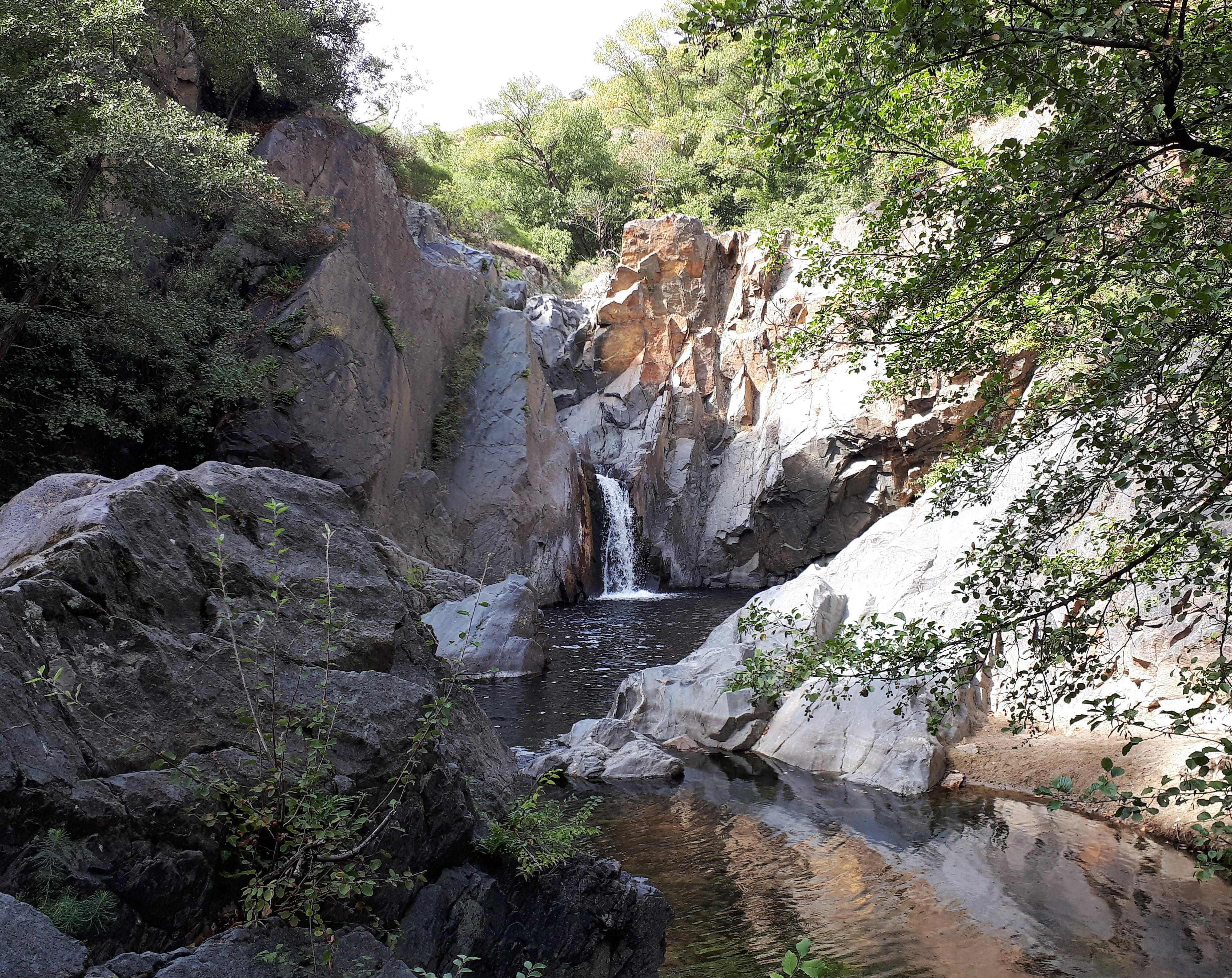
La Castellane, Cascade du Salt Gros, Catllar.

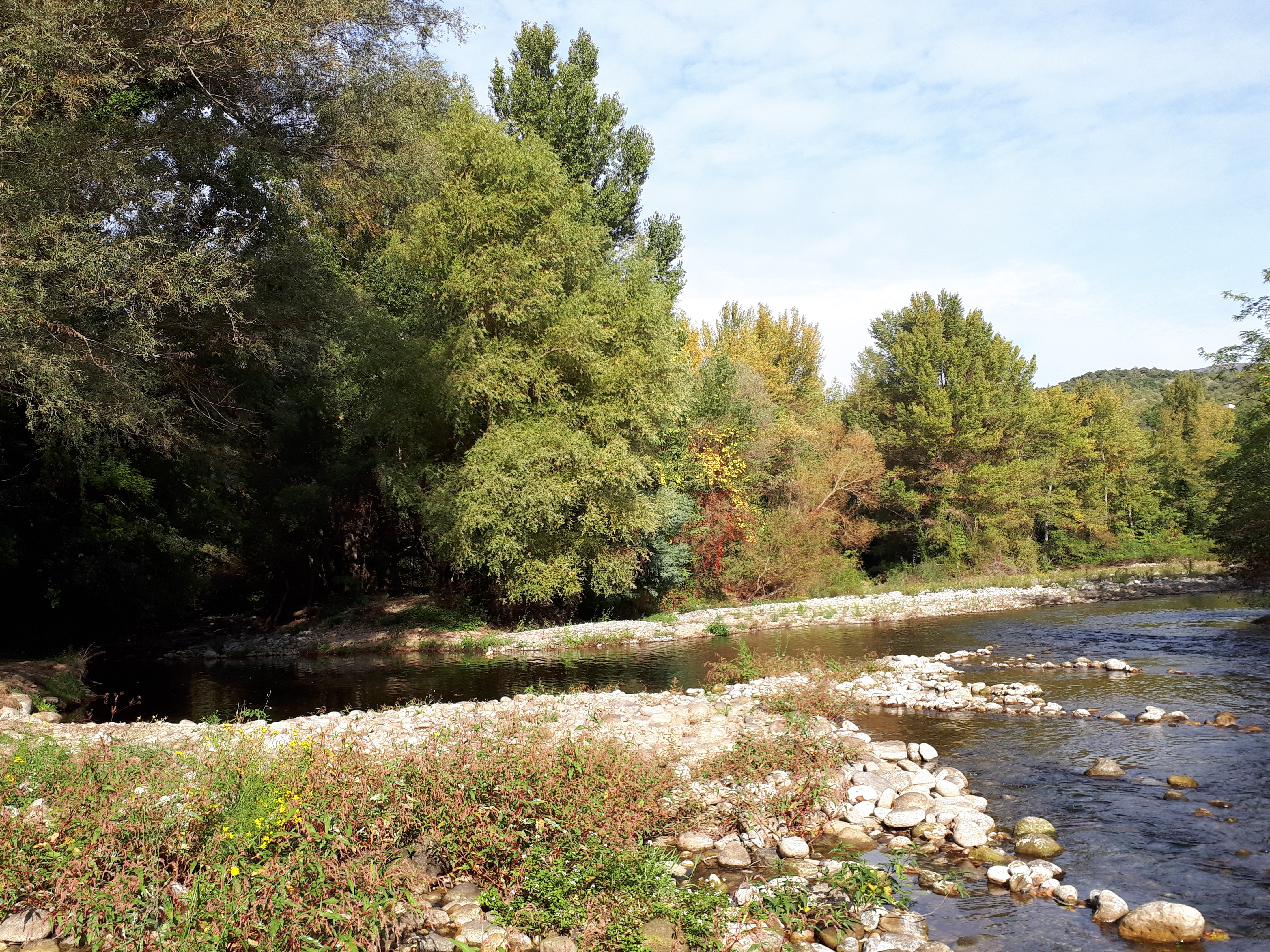
Confluence de la Castellane (à gauche) et la Têt.

De 27 km de longueur, la Castellane prend sa source dans la commune de Mosset, à 1 064 m d'altitude, sur le flanc est du pic de Madrès (2 469 m), sommet pyrénéen à la limite de l'Aude et des Pyrénées-Orientales, passe en contrebas du col de Jau (1 506 m), puis se jette dans la Têt, en rive gauche, au niveau du Mas Riquer à Catllar, à 306 m d'altitude.
La vallée de la Castellane jusqu'au col de Jau constitue la limite orientale du massif du Madrès.

### Transports
La route départementale 14, ancienne route nationale, suit le cours de la rivière pour relier Catllar au col de Jau. La vallée de la Castellane est une ancienne voie de passage entre le Conflent et la vallée de l'Aude.

### Communes traversées
Dans le seul département des Pyrénées-Orientales, la Castellane traverse les trois communes suivantes, de l'amont vers l'aval : Mosset (source), Campôme et Catllar (confluence), dans l'arrondissement de Prades. Le cours de la rivière marque par ailleurs la limite entre Campôme et la commune de Molitg-les-Bains.
La plus grande partie de la vallée de la Castellane, en amont, sur 72 km2, correspond presque exactement au territoire de Mosset. Plus en aval, son bassin versant est partagé entre Campôme et Molitg-les-Bains, puis Catllar, avec un dépassement sur Ria-Sirach qui voit naître son affluent còrrec de Vallauria.

### Bassin versant
La Castellane traverse une seule zone hydrographique « La Têt du Còrrec dels Colls à la Llentillà ».

### Organisme gestionnaire
La Têt et son bassin versant sont gérés par le SMBVT ou Syndicat mixte du bassin versant de la Têt, né en 2008, et sis à Perpignan.

## Affluents
La Castellane a huit tronçons affluents référencés par le SANDRE :
- Còrrec de les Voltes (rg[note 1]), 3 km sans affluent, donc de rang de Strahler un.
- Ruisseau de Cortal l'Espagnol ou Còrrec de Llustria (rg), 6 km sans affluent.
- Còrrec des Banyeres ou Ruisseau du Manat ou Còrrec de Xixat (rg), 5 km sans affluent.
- Còrrec de Canrec, (rd), 6 km sans affluent.
- Ruisseau de la Soulane ou Còrrec de la Solana (rd), 3 km sans affluent.
- Ruisseau des Creus (rd), 3 km sans affluent.
- Còrrec de les Eres (rd), 2 km sans affluent.
- Ruisseau de Ballaury (rd), 5 km sans affluent.

Ce qui donne un rang de Strahler égal à deux.
L'IGN recense cependant davantage d'affluents de la Castellane, ainsi que des sous-affluents, ce qui augmente le rang de Stahler.

## Hydrologie
Le régime est dit nival.
La Castellane a été observée aux stations suivantes :
- Y0446010 - La Castellane à Molitg-les-Bains du 3 avril 1984 au 30 août 2006 (à 22 ans), à 500 m d'altitude, pour 67 km2 pour un module de 0,988 m3/s[8]
- Y0445010 - La Castellane à Catllar depuis le 1er janvier 2005 (20 ans) à aujourd'hui, à 315 m d'altitude, pour 90 km2, pour un module de 0,937 m3/s[2]

### La Castellane à Catllar
Le module ou moyenne annuelle de son débit est à Catllar de 0,937 m3/s. On peut remarquer que celui-ci est inférieur au module à Molitg-les-Bains.

### Étiage ou basses eaux
À l'étiage, c'est-à-dire aux basses eaux, le VCN3, ou débit minimal du cours d'eau enregistré pendant trois jours consécutifs sur un mois, en cas de quinquennale sèche s'établit à 0,025 m3/s ou encore 25 litres/s, ce qui est faible,.

### Crues
Sur cette période d'observation, le débit journalier maximal a été observé le 22 janvier 2020 pour 90,00 m3/s. Le débit instantané maximal a été observé le 23 janvier 2020 avec 166,0 m3/s en même temps que la hauteur maximale instantanée de 496 cm soit 4,96 m.
Le QIX 2 est de 26 m3/s, le QIX 5 est 44 m3/s, le QIX 10 est de 56 m3/s et le QIX 20 est de 67 m3/s. La courte période d'observation de douze ans n'a pas permis de calculer les QIX 50 et QIX 100.

### Lame d'eau et débit spécifique
La lame d'eau écoulée dans cette partie du bassin versant de la rivière est de 329 millimètres annuellement, ce qui est légèrement au-dessus de la moyenne en France, à 300 mm/an. Le débit spécifique (Qsp) atteint 10,4 litres par seconde et par kilomètre carré de bassin.

## Aménagements et écologie

### Irrigation
L'arboriculture (pêche, cerise, abricot...) s'est développée vers les villages avec l'eau d'irrigation gravitaire gérée en réseau collectif.

### ZNIEFF
Une ZNIEFF de type II est présente sur le bassin versant de la Catellance, la ZNIEFF 910030627 Versant sud du massif du Madres, pour une superifice totale de 27 267 hectares, sur les deux communes de Campôme et Catllar.

## Galerie

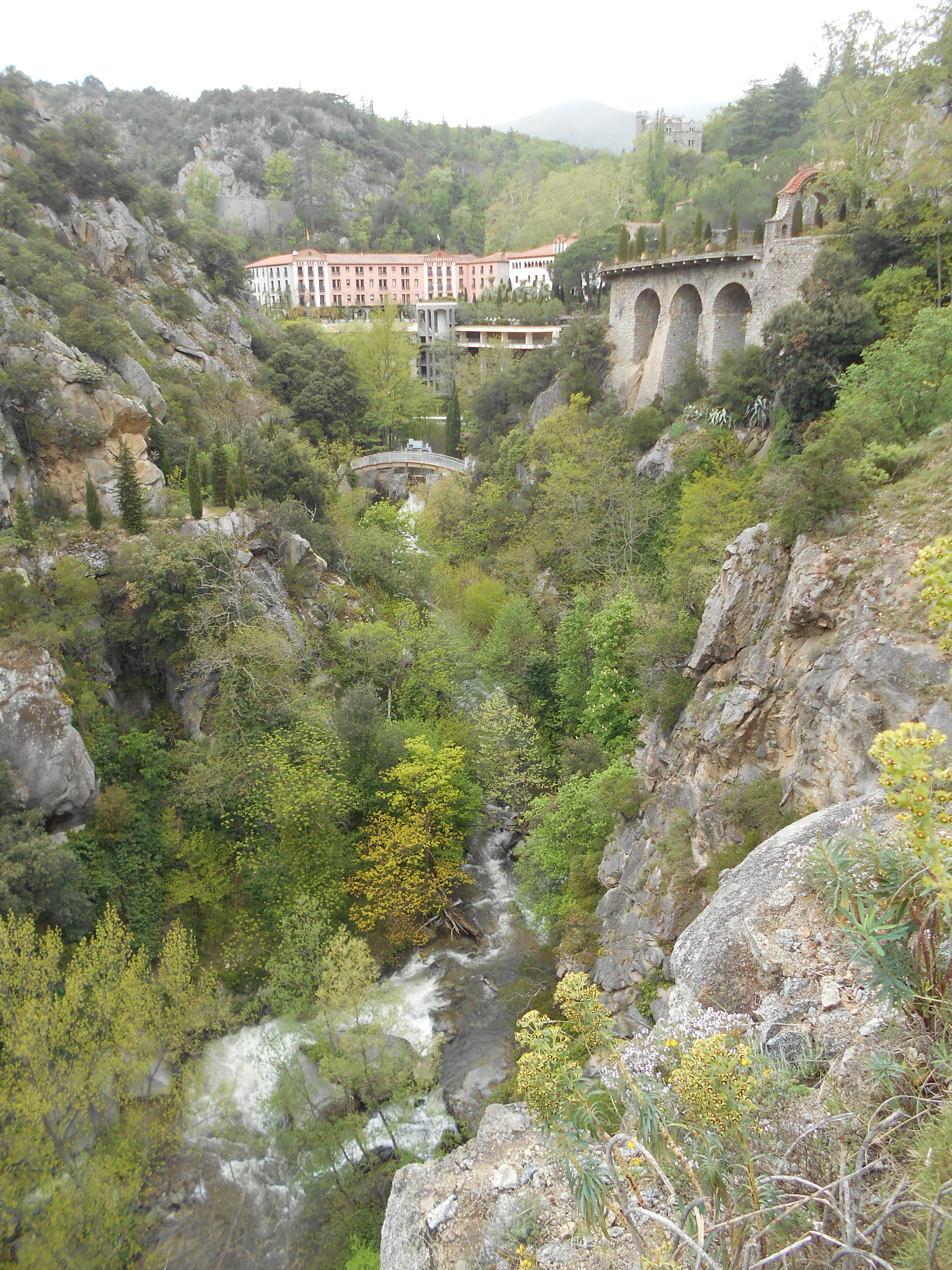
La Castellane entre Campôme et Molitg-les-Bains
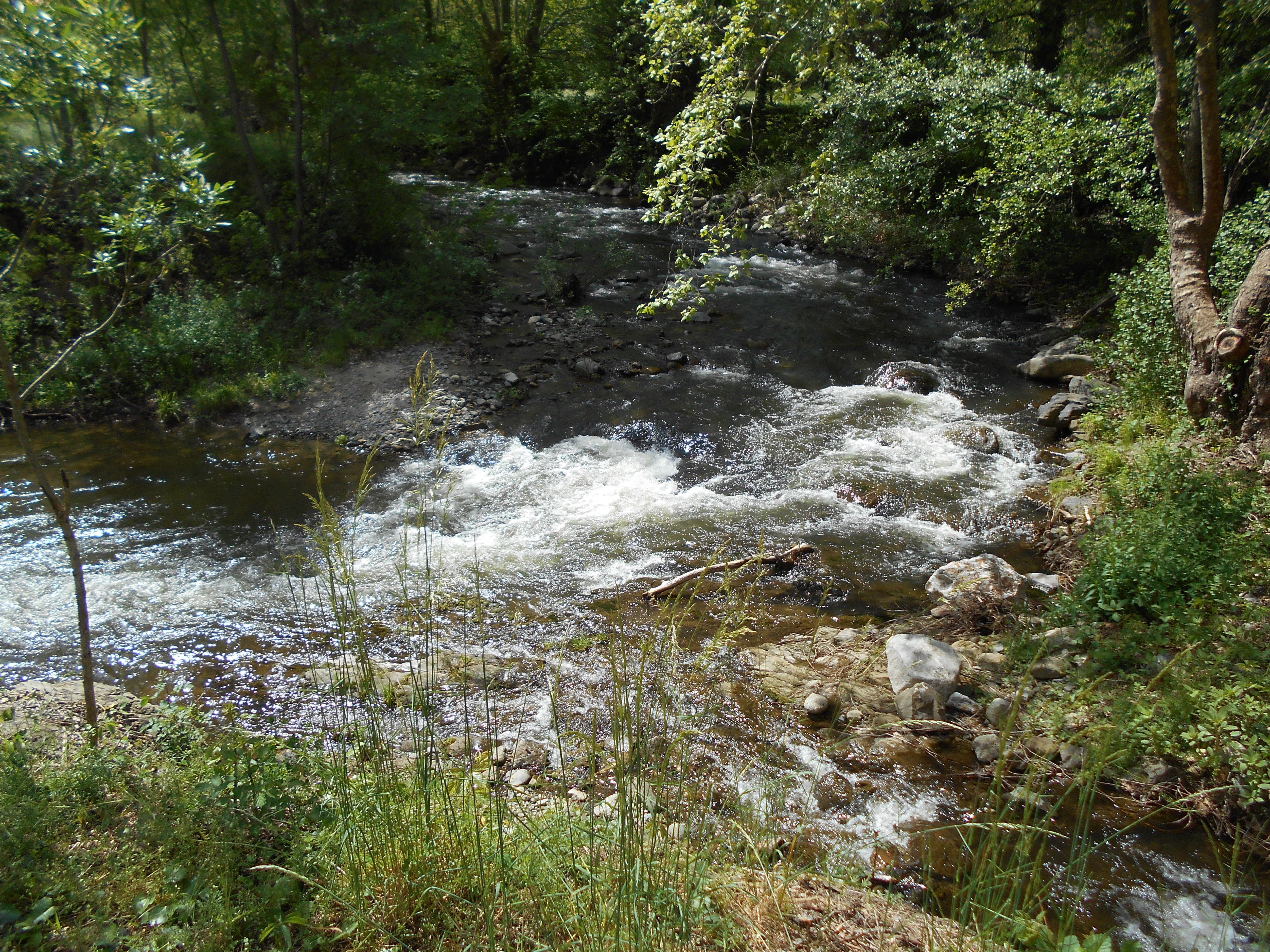
La Castellane à Catllar